# بسازبینی

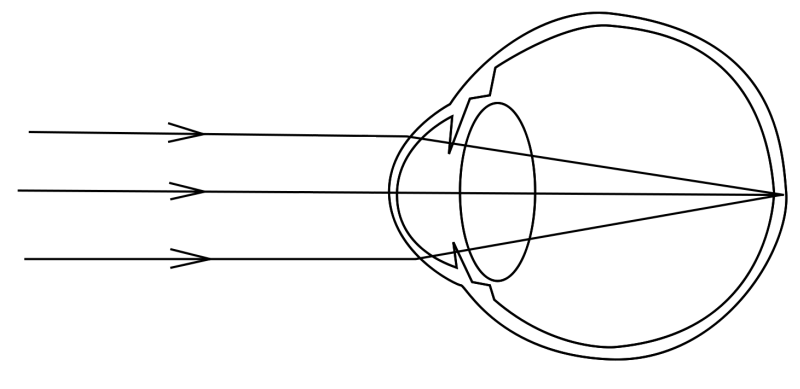
شکست نور

بسازبینی' (emmetropia) یا دید سالم، حالت شکست نور در چشم بهنجار، چنان‌که پرتوهای موازی نور، بدون تطابق در کانونی واقع بر روی شبکیه تشکیل تصویر دهند.
بسازبینی حالتی است که چشم‌ها تحت تنش نیستند و تمرکز کانون آن‌ها بر شیئی در فاصله ۶ متر دورتر قرار گرفته است.
در دید طبیعی که چشم‌ها سالم هستند و با هر دو چشم یک نقطه هدف‌گیری می‌شود، در مرکز بینایی، مغز برای تصویر معینی هر دو چشم را مثل هم در نظر می‌گیرد و یک نوع دستور دید صادر می‌کند.